# Aderus hieroglyphicus
Aderus hieroglyphicus é uma espécie de inseto besouro da família Aderidae. Foi descrita cientificamente por Maurice Pic em 1911.